# 1980년 동계 올림픽 캐나다 선수단
캐나다는 미국 레이크플래시드에서 열린 1980년 동계 올림픽에 참가했다.

## 메달리스트

### 은메달
- 게이탄 보우처 — 스피드 스케이팅, 남자 10000m

### 동메달
- 스티브 포드보스키 — 알파인 스키, 남자 활강

## 참조
- 올림픽 공식 결과 보관됨 2012-02-04 - 웨이백 머신